# Peche Island
Peche Island är en ö i Kanada.   Den ligger i Detroitflodens inlopp i provinsen Ontario, i den sydöstra delen av landet, 700 km sydväst om huvudstaden Ottawa.
Trakten runt Peche Island består till största delen av jordbruksmark. Runt Peche Island är det ganska tätbefolkat, med 72 invånare per kvadratkilometer.